# Neja (città)
Neja (in russo Не́я?) è una città della Russia europea centrale, situata nell'Oblast' di Kostroma, 240 chilometri a nordest del capoluogo Kostroma, sul fiume omonimo nel Nejskij rajon.
Neja venne fondata nel 1906 presso la stazione ferroviaria omonima; lo status di città è del 1958.

## Società

### Evoluzione demografica
Fonte: mojgorod.ru
- 1926: 1 700
- 1939: 8 900
- 1959: 13 400
- 1970: 14 400
- 1989: 13 300
- 2002: 11 506
- 2006: 11 000